# صحراي كلاه قاضي
صحراي كلاه قاضي هي قرية في مقاطعة شهرضا، إيران. يقدر عدد سكانها بـ 0 نسمة بحسب إحصاء 2016.